# 毛茎黄芩
毛茎黄芩（学名：Scutellaria mairei），为唇形科黄芩属下的一个植物种。为多年生草本。茎高大约16-22厘米。